# Gora Toreza
Gora Toreza är ett berg i Antarktis. Det ligger i Östantarktis. Norge gör anspråk på området. Toppen på Gora Toreza är 2 275 meter över havet.
Terrängen runt Gora Toreza är varierad. Trakten är obefolkad. Det finns inga samhällen i närheten.